# Lisa Mayer
Lisa Mayer (Gießen, 2 de mayo de 1996) es una deportista alemana que compite en atletismo, especialista en las carreras de relevos.
Participó en dos Juegos Olímpicos de Verano, obteniendo una medalla de bronce en París 2024, en la prueba de 4 × 100 m, y el cuarto lugar  en Río de Janeiro 2016, en la misma prueba.
Ganó dos medallas en el Campeonato Europeo de Atletismo, en los años 2016 y 2022, ambas en la prueba de 4 × 100 m.

## Palmarés internacional
| Juegos Olímpicos   | Juegos Olímpicos         | Juegos Olímpicos  | Juegos Olímpicos |
| Año                | Lugar                    | Medalla           | Prueba           |
| ------------------ | ------------------------ | ----------------- | ---------------- |
| 2024               | París (Francia)          | Medalla de bronce | 4 × 100 m        |
| Campeonato Europeo |                          |                   |                  |
| Año                | Lugar                    | Medalla           | Prueba           |
| 2016               | Ámsterdam (Países Bajos) | Medalla de bronce | 4 × 100 m        |
| 2022               | Múnich (Alemania)        | Medalla de oro    | 4 × 100 m        |